# Virginia Key
Virginia Key ist eine Insel im Miami-Dade County im US-Bundesstaat Florida zwischen dem Atlantischen Ozean und der Biscayne-Bucht gelegen. Die Barriereinsel bildet zudem einen Stadtteil von Miami und besitzt eine  Fläche von 3,49 km². Mit Downtown Miami und der Insel Key Biscayne ist der Key über den 1947 erbauten Rickenbacker-Damm verbunden.

## Geographie

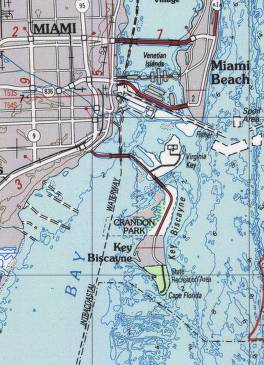
Karte von Virginia Key

Virginia Key gehört, obwohl als „Key“ bezeichnet, geologisch gesehen nicht zu den Florida Keys, sondern ist eine Barriereinsel, die sich aus erodiertem Sand von den Appalachen zusammensetzt. Dieser wurde von Flüssen an den Atlantik transportiert und wanderte dann durch Küstenströmungen südwärts entlang der Küste. Auf der Inseloberfläche findet sich kein hartes Felsgestein, sondern nur Schichten von weichem „Shelly-Sandstein“, der bis in Tiefen von 30 Metern oder mehr reicht. In den 1850ern vermerkte Louis Agassiz, dass „kein quarzhaltiger Sand mehr südlich von Cape Florida zu beobachten sei.“ (Die Strände in den Florida Keys bestehen hauptsächlich aus fein pulverisierten Muschelschalen.) Geologen gehen davon aus, dass sich die Insel um 2000 v. Chr. gebildet hat, kurz nach dem Ende des Meeresspiegelanstiegs. Der Sand, der durch die Küstenströmungen herangetragen wurde, begann sich aufzutürmen und bildete neue Barriereinseln vor der südlichen Küste Floridas.
Virginia Key dehnt sich in nordost-südwestlicher Richtung aus. Die Insel ist ungefähr drei Kilometer lang und 1 bis 2,5 Kilometer breit. Nördlich der Insel schließt sich Fisher Island an, im Süden befindet sich Key Biscayne. 

## Geschichte
Der Virginia Key Beach Park wurde 1945 auf der Insel eingerichtet. Bis zum Ende der Rassentrennung in Süd-Florida in den 1960er Jahren war es der einzige Strand, der von Afro-Amerikanern benutzt werden durfte. 1955 wurde das Miami Seaquarium auf Virginia Key eröffnet. Außerdem befindet sich auf der Insel die Maritime and Science Technology (MAST) Academy, die Rosenstiel School of Marine and Atmospheric Science und das  Atlantic Oceanographic and Meteorological Laboratory (AOML).

## Sehenswürdigkeiten
- Virginia Key Beach Park
- Miami Seaquarium